# Jacqueline Straub
Jacqueline Straub (Sigmaringen, 1990) és una periodista i teòloga catòlica que viu a Suïssa.
Filla de mare suïssa i pare alemany, als 15 anys es va convertir profundament al catolicisme en un campament. Va estudiar teologia a Friburg im Breisgau, a la Friburg de Suïssa i a Lucerna. Ha pelegrinat a Roma, Assís, Taizé i Jerusalem. Des del 2015 ha fet desenes d'aparicions als mitjans de comunicació i conferències reclamant reformes a l'Església catòlica.
El 2018 treballava a la televisió suïssa i vivia a Suïssa. És coneguda per reclamar reformes a l'Església catòlica, entre altres que hi hagi sacerdotesses i ella mateixa vol ser-ne. Ha publicat els llibres Jove, catòlica i dona (2017) i Vull ser sacerdotessa (2017). El 2018 fou considerada una de les 100 dones més influents per la BBC.